# Overlord (light novel)
Overlord (jap. オーバーロード Ōbārōdo) – seria light novel napisana przez Kugane Maruyamę i zilustrowana przez so-bin, publikowana online od 2010 roku, a następnie nabyta przez Enterbrain. Od 30 lipca 2012 zostało wydanych 16 tomów. W 2020 roku autor zapowiedział, że seria zakończy się na 17 tomie. Adaptacja mangowa autorstwa Satoshiego Ōshio, z ilustracjami Huginy Miyamy publikowana jest w magazynie mangowym „Comp Ace” od listopada 2014 przez Kadokawa Shoten. W Polsce light novel wydawana jest przez wydawnictwo Kotori, a manga przez Studio JG.
Adaptacja w formie serialu anime wyprodukowana przez studio Madhouse składa się z 4 sezonów po 13 odcinków każdy, przy czym pierwszy sezon był emitowany od lipca do września 2015. Dwa kompilacyjne filmy anime podsumowujące wydarzenia z pierwszego sezonu zostały wydane w Japonii odpowiednio 25 lutego i 11 marca 2017. Drugi sezon trwał od stycznia do kwietnia 2018, a trzeci od lipca do października tego samego roku. Czwarty sezon emitowany był od lipca do września 2022. Zapowiedziano również film anime.

## Fabuła
W roku 2126 wydano grę DMMORPG (Dive Massively Multiplayer Online Role Playing Game) o nazwie YGGDRASIL, wyróżniającą się spośród wszystkich innych gier tego typu niespotykaną dotąd możliwością interakcji z grą przez gracza. Po intensywnych dwunastu latach serwery gry zostaną wkrótce zamknięte. W grze istnieje gildia, Ainz Ooal Gown, składająca się niegdyś z 41 członków, która uznawana jest za jedną z najsilniejszych w grze. Teraz pozostało tylko czterech członków, pozostałych 37 opuściło grę, a tylko jedna postać, Starszy Licz o imieniu Momonga, nadal gra jako lider gildii, utrzymując swoją siedzibę, Wielki Grobowiec Nazarick. Na kilka minut przed zamknięciem zaprasza pozostałych członków gildii, ale z nich pojawia się tylko jeden i tylko na chwilę przed odejściem. Choć jest tym zasmucony, akceptuje fakt, że jego przyjaciele mają inne życie, o które muszą zadbać, i postanawia pozostać zalogowanym do czasu wyłączenia serwerów.
Kiedy nadchodzi czas zamknięcia, Momonga odkrywa, że gra nie zniknęła; zamiast tego Nazarick został przeniesiony do innej rzeczywistości wraz z różnymi NPC, którzy zyskali świadomość. Momonga został uwięziony w postaci swojego awatara w grze, przez co nie może korzystać z normalnych funkcji gracza, takich jak czat, a nawet wylogować się. Nie mając innej opcji, Momonga postanawia dowiedzieć się, czy ktoś z prawdziwego świata znalazł się wraz z nim w tym nowym świecie. Przyjmując nazwę gildii, Ainz Ooal Gown, jako wiadomość dla pozostałych graczy, Momonga zaczyna odkrywać świat, próbując dowiedzieć się, co się stało, szukając kogokolwiek lub czegokolwiek, co mogłoby pomóc mu rozwiązać tę tajemnicę, jednocześnie zapewniając bezpieczeństwo Nazarick. Ainz Ooal Gown wydaje się zmieniać swoje zachowanie w wyniku oddziaływania mechaniki gry, ponieważ nie wykazuje żadnych moralnych skrupułów podczas zabijania i innych działań, które są tabu w prawdziwym świecie. To opowieść o psychologii istoty wykraczającej poza kwestie etyczne, o niemal nieograniczonej mocy.

## Light novel
Seria light novel napisana przez Maruyamę, z ilustracjami autorstwa so-bin, rozpoczęła swoją publikację online w 2010 roku za pośrednictwem witryny wydawniczej Arcadia. Została również przesłana na nową stronę wydawniczą Shōsetsuka ni narō w 2012 roku, przed przejęciem przez Enterbrain. Według stanu na 29 lipca 2022, do tej pory wydano 16 tomów. W Polsce wydawana jest od października 2016 przez wydawnictwo Kotori.
| Nr | Tytuł | Japońska data wydania                    | Polska data wydania                     |
| -- | --- | ---------------------------------------- | --------------------------------------- |
| 1  | Overlord 1: Nieumarły król Ōbārōdo 1: Fushisha no ō (オーバーロード1 不死者の王)                                                | 30 lipca 2012 ISBN 978-4-04-728152-3     | październik 2016 ISBN 978-83-63650-93-3 |
| 2  | Overlord 2: Mroczny wojownik Ōbārōdo 2: Shikkoku no senshi (オーバーロード2 漆黒の戦士)                                         | 30 listopada 2012 ISBN 978-4-04-728451-7 | styczeń 2017 ISBN 978-83-65722-01-0     |
| 3  | Overlord 3: Krwawa walkiria Ōbārōdo 3: Senketsu no ikusa otome (オーバーロード3 鮮血の戦乙女)                                   | 30 marca 2013 ISBN 978-4-04-728689-4     | marzec 2017 ISBN 978-83-65722-11-9      |
| 4  | Overlord 4: Bohaterowie jaszczuroludzi Ōbārōdo 4: Rizādoman no yūsha-tachi (オーバーロード4 蜥蜴人の勇者たち)                   | 31 lipca 2013 ISBN 978-4-04-728953-6     | kwiecień 2017 ISBN 978-83-65722-26-3    |
| 5  | Overlord 5: Mężowie królestwa (część 1) Ōbārōdo 5: Ōkoku no Otoko-tachi (jō) (オーバーロード5 王国の漢たち [上])                | 28 grudnia 2013 ISBN 978-4-04-729259-8   | październik 2017 ISBN 978-83-65722-36-2 |
| 6  | Overlord 6: Mężowie królestwa (część 2) Ōbārōdo 6: Ōkoku no Otoko-tachi (ge) (オーバーロード6 王国の漢たち [下])                | 31 stycznia 2014 ISBN 978-4-04-729356-4  | grudzień 2017 ISBN 978-83-65722-37-9    |
| 7  | Overlord 7: Inwazja na Wielki Grobowiec Ōbārōdo 7: Daifunbo no shinnyūsha (オーバーロード7 大墳墓の侵入者)                      | 30 sierpnia 2014 ISBN 978-4-04-729809-5  | kwiecień 2018 ISBN 978-83-65722-58-4    |
| 8  | Overlord 8: Dwaj przywódcy Ōbārōdo 8: Futari no shidōsha (オーバーロード8 二人の指導者)                                         | 26 grudnia 2014 ISBN 978-4-04-730084-2   | wrzesień 2018 ISBN 978-83-65722-59-1    |
| 9  | Overlord 9: Mag zniszczenia Ōbārōdo 9: Hagun no mahō eishōsha (オーバーロード9 破軍の魔法詠唱者)                                | 29 czerwca 2015 ISBN 978-4-04-730473-4   | luty 2019 ISBN 978-83-66132-30-6        |
| 10 | Overlord 10: Konspirator Ōbārōdo 10: Bōryaku no tōchisha (オーバーロード10 謀略の統治者)                                        | 30 maja 2016 ISBN 978-4-04-734089-3      | luty 2020 ISBN 978-83-66132-83-2        |
| 11 | Overlord 11: Krasnoludzki mistrz Ōbārōdo 11: Yama kobito no kōshō (オーバーロード11 山小人の工匠)                               | 30 września 2016 ISBN 978-4-04-734230-9  | grudzień 2020 ISBN 978-83-66132-84-9    |
| 12 | Overlord 12: Paladyn świętej monarchii (część 1) Ōbārōdo 12: Sei ōkoku no sei kishi (jō) (オーバーロード12 聖王国の聖騎士 [上]) | 30 września 2017 ISBN 978-4-04-734845-5  | październik 2021 ISBN 978-83-66568-60-0 |
| 13 | Overlord 13: Paladyn świętej monarchii (część 2) Ōbārōdo 13: Sei ōkoku no sei kishi (ge) (オーバーロード13 聖王国の聖騎士 [下]) | 27 kwietnia 2018 ISBN 978-4-04-734947-6  | grudzień 2022 ISBN 978-83-67386-27-2    |
| 14 | Overlord 14: Wiedźma z upadającego królestwa Ōbārōdo 14: Mekkoku no majo (オーバーロード14 滅国の魔女)                          | 12 marca 2020 ISBN 978-4-04-735885-0     | czerwiec 2024 ISBN 978-83-68051-21-6    |
| 15 | Ōbārōdo 15: Han mori yōsei no shinjin (jō) (オーバーロード15 半森妖精の神人 [上])                                               | 30 czerwca 2022 ISBN 978-4-047-36555-1   |                                         |
| 16 | Ōbārōdo 16: Han mori yōsei no shinjin (ge) (オーバーロード16 半森妖精の神人 [下])                                               | 29 lipca 2022 ISBN 978-4-047-36556-8     |                                         |

## Manga
Adaptacja mangowa autorstwa Satoshiego Ōshio, z ilustracjami Huginy Miyamy, jest publikowana w magazynie „Comp Ace” przez wydawnictwo Kadokawa Shoten od 26 listopada 2014.. W Polsce mangę wydaje Studio JG.
| Nr | Język japoński    | Język japoński         | Język polski      | Język polski           |
| Nr | Data wydania      | ISBN                   | Data wydania      | ISBN                   |
| -- | ----------------- | ---------------------- | ----------------- | ---------------------- |
| 1  | 26 czerwca 2015   | ISBN 978-4-04-103071-4 | 20 maja 2018      | ISBN 978-83-8001-312-4 |
| 2  | 25 lipca 2015     | ISBN 978-4-04-103072-1 | 26 lipca 2018     | ISBN 978-83-8001-330-8 |
| 3  | 26 grudnia 2015   | ISBN 978-4-04-103857-4 | 27 września 2018  | ISBN 978-83-8001-355-1 |
| 4  | 25 czerwca 2016   | ISBN 978-4-04-104399-8 | 30 listopada 2018 | ISBN 978-83-8001-380-3 |
| 5  | 26 sierpnia 2016  | ISBN 978-4-04-104400-1 | 25 stycznia 2019  | ISBN 978-83-8001-399-5 |
| 6  | 26 grudnia 2016   | ISBN 978-4-04-104679-1 | 25 marca 2019     | ISBN 978-83-8001-425-1 |
| 7  | 24 maja 2017      | ISBN 978-4-04-105764-3 | 29 maja 2019      | ISBN 978-83-8001-445-9 |
| 8  | 26 grudnia 2017   | ISBN 978-4-04-106389-7 | 29 lipca 2019     | ISBN 978-83-8001-467-1 |
| 9  | 26 kwietnia 2018  | ISBN 978-4-04-106390-3 | 10 listopada 2019 | ISBN 978-83-8001-495-4 |
| 10 | 26 lipca 2018     | ISBN 978-4-04-107168-7 | 29 stycznia 2020  | ISBN 978-83-8001-533-3 |
| 11 | 26 lutego 2019    | ISBN 978-4-04-107896-9 | 30 marca 2020     | ISBN 978-83-8001-548-7 |
| 12 | 24 września 2019  | ISBN 978-4-04-108688-9 | 30 listopada 2020 | ISBN 978-83-8001-683-5 |
| 13 | 24 marca 2020     | ISBN 978-4-04-108689-6 | 8 kwietnia 2021   | ISBN 978-83-8001-711-5 |
| 14 | 25 listopada 2020 | ISBN 978-4-04-110815-4 | 29 lipca 2021     | ISBN 978-83-8001-778-8 |
| 15 | 26 lipca 2021     | ISBN 978-4-04-111589-3 | 29 września 2022  | ISBN 978-83-8001-990-4 |
| 16 | 26 stycznia 2022  | ISBN 978-4-04-111590-9 | —                 |                        |
| 17 | 24 czerwca 2022   | ISBN 978-4-04-112615-8 | —                 |                        |
| 18 | 25 marca 2023     | ISBN 978-4-04-113501-3 | —                 |                        |

## Anime
13-odcinkowa adaptacja anime, wyprodukowana przez studio Madhouse, była emitowana między 7 lipca a 29 września 2015. Motywem otwierającym jest „Clattanoia” w wykonaniu OxT, a motywem końcowym „L.L.L.” autorstwa Myth & Roid. Oba są zespołami muzyka Toma-H@cka. Adaptacja anime obejmuje od 1 do 3 tomu light novel. 30-minutowa oryginalna animacja wideo została dołączona do jedenastego tomu limitowanej edycji serii light novel, która została wydana 30 września 2016. Dwa filmy kompilacyjne stanowiące podsumowanie serialu anime zostały wydane w 2017 roku; pierwsza kompilacja, zatytułowana Overlord: Fushisha no ō (jap. オーバーロード 不死者の王 Ōbārōdo: Fushisha no ō), została wydana 25 lutego, natomiast druga, o tytule Overlord: Shikkoku no senshi (jap. オーバーロード 漆黒の戦士 Ōbārōdo: Shikkoku no senshi), została wydana 11 marca. Motyw przewodni filmu, zatytułowany „Crazy Scary Holy Fantasy”, został wykonany przez Myth & Roid.
Drugi sezon został ogłoszony na pokazach filmowych drugiego filmu kompilacyjnego. Premiera odbyła się 9 stycznia 2018. Trwał łącznie 13 odcinków. Motywem otwierającym jest „Go Cry Go” w wykonaniu OxT, a motyw końcowy, zatytułowany „Hydra”, wykonało Myth & Roid. Drugi sezon adaptacji anime obejmuje tomy 4-6.
Premiera trzeciego sezonu miała miejsce 10 lipca 2018. Motywem otwierającym jest „VORACITY” autorstwa Myth & Roid. Motyw końcowy, zatytułowany „Silent Solitude”, wykonało OxT. Podobnie jak w poprzednich sezonach, trzeci sezon adaptacji anime miał również 13 odcinków i obejmował tomy 7-9.
8 maja 2021 zapowiedziano czwarty sezon i film anime, w którym znalazła się część serii o Świętej Monarchii. Pracownicy i członkowie obsady powrócili, by ponownie wcielić się w swoje role w czwartym sezonie, który emitowany był od 5 lipca do 27 września 2022. Motywem otwierającym jest „HOLLOW HUNGER” w wykonaniu OxT, końcowym zaś „No Man’s Dawn” autorstwa Mayu Maeshimy.